# Селифонтьевка
Селифонтьевка — упразднённая деревня в Лунинском районе Пензенской области России. На момент упразднения входила в состав Михайловского сельсовета (ныне территория Степановского сельсовета). Упразднена в 2009 году.

## Название
Владельческое сельцо имело параллельные названия Цебановка (Селифонтьевка, Ксенофонтьевка) :48

## География
Деревня располагалась на правом берегу реки Ломовка, в северной части области на расстоянии примерно в 1 километр по прямой к юго-востоку от села Михайловка.

## История
Поселена в конце XVII века помещиками А. И. Цибановским и Г. М. Бартеневым. До упразднения уездно-губернского деления входило в состав Ломовской волости Мокшанского уезда Пензенской губернии.

## Население
| 1710 | 1717 | 1747 | 1782 | 1864 | 1910 | 1926 |
| ---- | ---- | ---- | ---- | ---- | ---- | ---- |
| 18   | ↗40  | ↗110 | ↘64  | ↘50  | ↗191 | ↗233 |
| 1930 | 1939 | 1959 | 1979 | 1989 | 1996 | 2002 |
| ↗260 | ↘187 | ↘146 | ↘60  | ↘18  | ↘8   | ↘3   |

### Национальный состав
Согласно результатам переписи 2002 года, в национальной структуре населения русские составляли 100 %.

## Известные уроженцы, жители
- Бадин, Алексей Лаврентьевич (1887—1935) — комдив РККА, участник Гражданской войны, дважды Краснознамёнец.